# Кайынды (Казталовский район)
Кайынды (каз. Қайыңды, до 2002 г. — Березино) — аул в Казталовском районе Западно-Казахстанской области Казахстана. Административный центр и единственный населённый пункт Березинского сельского округа. Код КАТО — 274835100.
Село расположено на реке Большой Узень, в районе села по реке проходит казахстанско-российская граница.

## Население
В 1999 году население аула составляло 1478 человек (760 мужчин и 718 женщин). По данным переписи 2009 года, в ауле проживало 1120 человек (554 мужчины и 566 женщин).